# María Isabel de Este
María Isabel Ernestina de Este (12 de febrero de 1741- 4 de agosto de 1774) fue una princesa de la Casa de Este y Condesa de Serravalle.

## Biografía
Nació posiblemente en Palacio Ducal de Módena, siendo la menor de los hijos de Francisco III de Este y de Carlota Aglaé de Orleans.
Contrajo matrimonio con Carlos Salomone, duque de Serravalle entre 1767 o 1768, ya que su hijo nació en 1769. De este matrimonio nació Emanuel Salomone (1769-¿1825?).
Murió el 4 de agosto de 1774 a los 33 años.